# Sarandë
Sarandë (eller Saranda) er en by og kommune i det sydlige Albanien, i præfekturet Vlorë med 41.000(2017) indbyggere. Byen var tidligere  en del af distriktet Qark Vlora. Sarandë ligger ved bredden af det Ioniske Hav, overfor den græske ø Korfu.

## Geografi
Sarandë ligger ved en  lille, ikke særligt beskyttet og mod syd åben bugt, der er omgivet af 200 til 400 meter høje bakker. Byen er med et smalt bakkedrag skilt fra den frugtbare slette i øst, som trækker sig mod syd til  den ca. 20 kilometer fjerne Vivar-kanal ved Butrint og som nord for byen  hæver sig til 600 meter høje bjerge. På Mali i Lëkurësitsydøst for byen, som er en del af dette bakkedrag, blev der i middelalderen bygget en borg (kaldt Kalaja e Lëkurësit). På en bakke mod nord for byen står ruinerne af klosteret " De fyrre martyrer  fra det 5. århundrede.
Siden 2015 tilhører den tidligere kommune Ksamil (2994 indbyggere) på halvøen mod syd mellem søen Liqeni i Butrintit og havet til kommunen.
Inde i landet 15 kilometer nordøst for Saranda ligger byen Delvina med ca. 7.500 indbyggere. Mod nord begynder den Albanske Riviera.

## Historie
Sarandë har i store træk fælles historie med Korfu. Den nuværende by blev grundlagt i den osmanske tid ovenpå den antikke by som var blevet ødelagt af goterne i 552. Se Folkevandringstiden
Sarandë har haft mange navne i sin lange historie. I antikkens Hellas gik den under navnet Anchises, i Romerriget Onchesmus, på bysantinsk tid Hagia Saranda efter et kloster af samme navn. På græsk betyder Saranda tallet fyrre, som det fik da der fandtes 40 kirker omkring klosteret, og som er et symbolsk tal både i kristendommen og i islam.
Byen var en vigtig militærbase under 1. verdenskrig for den italienske søfart mellem årene 1915 og 1918. I denne periode kaldtes byen Pyro af albanerne. Byens havn blev et springbræt, da Italien besatte Albanien. Under den italienske besættelse kaldtes havnen Porto Edda for at hædre Mussolinis datter Edda. Under den Græsk-italienske krig blev italienerne slået tilbage, og byen kom under græsk kontrol frem til Tysklands invasion af Grækenland. Se Slaget om Grækenland.
Under diktaturet Enver Hoxhas blev Sarandë i midten af 1950erne udvidet til at være en ferieby. Der blev også bygget flere fødevarefabrikker. I byens østlige blev der oprettet mange landbrugsvirksomheder. 1967 levede der 8700 indbyggere i byen.
Efter diktaturets fald i 1991 blev de fleste fabrikker lukket, og som førte til stigende arbejdsløshed og fattigdom.

## Turisme
I nutiden er turismen byens indbyggeres vigtigste erhverv. Der er bygget mange nye hoteller og ferielejligheder. Byen udvider sig mere og mere i det tidligere ubebyggede opland. Derigennem ligner byen ikke mere en lille kystby.
Den betydeligste seværdighed ved Sarandë er den antikke ruinby Butrint cirka 15 kilometer syd for byen. Resterne af Butrint blev indskrevet på UNESCOs Verdensarvsliste i 1992. Andre seværdigheder er kirken 'Shën Kollë og kildevældet Syri i Kaltër nær Muzinë.  Også den antikke by Phoinike øst for byen er en seværdighed. 2006 blev det der udgravet et teater.

## Galleri
- Sarandë
- Sarandë
- Sarandë
- Havnen
- Sarandë Museum
- Ruinerne af klosteret "De fyrre martyrer"
- En bunker fra den kommunistiske periode